# Bestseller (singolo)
Bestseller è un singolo del cantante ucraino Maks Bars'kych e della cantante russa Zivert, pubblicato il 19 marzo 2021.
È stato candidato per un premio Viktorija e tre premi YUNA.

## Promozione
Maks Bars'kych e Zivert hanno presentato la canzone per la prima volta in televisione al Večernij Urgant il 18 marzo 2021, dove sono stati gli ospiti della serata, due giorni dopo Bars'kych ha eseguito il pezzo in solitario alla versione ucraina di Lip Sync Battle, e la settimana seguente i due artisti l'hanno cantato nuovamente insieme per Radio Energy e AvtoRadio. Il 22 maggio Bestseller è stato eseguito in occasione del Premija RU.TV 2021.

## Video musicale
Il video musicale, reso disponibile in concomitanza con l'uscita del brano, è stato diretto da Alan Badojev e girato nel deserto. È stato candidato come video musicale dell'anno al Rossijskaja nacional'naja muzykal'naja premija Viktorija, nomination conseguita anche agli YUNA.

## Tracce
Testi di Maks Bars'kych e Julija Zivert, musiche di Maks Bars'kych e Bogdan Leonovič.
1. Bestseller – 3:43

## Classifiche

### Classifiche settimanali
| Classifica (2021-24) | Posizione massima |
| -------------------- | ----------------- |
| Bulgaria             | 3                 |
| Kazakistan           | 44                |
| Lituania             | 98                |
| Russia               | 2                 |
| Ucraina              | 16                |

### Classifiche di fine anno
| Classifica (2021) | Posizione |
| ----------------- | --------- |
| Bulgaria          | 6         |
| Russia            | 26        |
| Ucraina           | 78        |
| Classifica (2023) | Posizione |
| Kazakistan        | 81        |
| Classifica (2024) | Posizione |
| Kazakistan        | 157       |

### Classifiche di fine decennio
| Classifica (2020-29) | Posizione |
| -------------------- | --------- |
| Kazakistan           | 15        |